# Pennisetum peruvianum
Pennisetum peruvianum är en gräsart som beskrevs av Carl Bernhard von Trinius. Pennisetum peruvianum ingår i släktet borstgräs, och familjen gräs. Inga underarter finns listade i Catalogue of Life.